# Roussieux
Roussieux este o comună în departamentul Drôme din sud-estul Franței. În 2009 avea o populație de 22 de locuitori.

## Evoluția populației
| An        | 1975 | 1982 | 1990 | 1999 | 2006 | 2009 |
| --------- | ---- | ---- | ---- | ---- | ---- | ---- |
| Populație | 14   | 12   | 14   | 22   | 24   | 22   |